# Jean Ajalbert
Jean Ajalbert (10. června 1863 Clichy, Hauts-de-Seine – 14. ledna 1947 Cahors, Lot) byl francouzský spisovatel a umělecký kritik.

## Život
Měl dvojče Maurice. Po vystudování lycea Concordet pracoval v deníku La Justice, který podporoval radikálního Georgese Clemenceaua a později publikoval pod pseudonymem Hugues Marcy první básnické sbírky.
Později napsal několik románů, několik knih o francouzském regionu Auvergne a ve svých dalších pracích se věnoval rozmanitým tématům, například architektuře, gobelínům, pirátství a letectví nebo životu v Laosu a Indočíně.
Měl jediného syna, který se zabil v roce 1917. Od 20. let až do roku 1935 pracoval v továrně na gobelíny v Beauvais. V třicátých letech 20. století napsal několik monografií na různá témata, kromě jiného o období Belle Époque nebo o George Boulangerovi.